# 卓錦豪庭
卓锦豪庭（英語：The Orchard Residences）是一棟位於新加坡中區烏節路238號的摩天大樓，其建築高度為218米（715英尺），共56層，建築類型為公寓大廈，於2010年完工，主要開發商為烏節彎發展私人有限公司，該公司為凱德集團與新鴻基地產的合資公司。
大廈位於新加坡的主要購物商圈烏節路，其周圍有偉樂坊、詩家董（TANGS at Tang Plaza）、邵氏中心（Shaw Centre）、威士瑪廣場（Wisma Atria）等大型購物商場。

## 建築結構
卓锦豪庭位於烏節地鐵站上方，是該購物區內最高的大樓。大廈於2006年開工，於2010年完工，內共有175個住宅單位，分別在第9樓到第54樓之間，另有4層樓為空中別墅，在銷售第一階段，就銷售出98個住宅單位，平均價格每平方英尺3213新加坡元。
建築物裙樓為ION Orchard購物中心，商場部分與該開發案一同完工，內有335家餐飲店和零售商。

## 外部連結
- ION Orchard website （页面存档备份，存于）
- The Orchard Residences website （页面存档备份，存于）
- 360 X 360 degrees interactive VR of the ION Orchard Building